# 朱用
朱用（1497年—1579年），字伯際，别号嵩野，河南河南衛（今屬洛阳）人，明朝政治人物。

## 生平
嘉靖十三年（1534年）甲午河南鄉試第十一名舉人。嘉靖十七年（1538年）中式戊戌科會試第二百六十五名，登第二甲第二十名進士。授工部屯田司主事，二十一年秋转营缮司员外郎，逾年冬转虞衡司郎中，二十三年甲辰秋擢知陕西汉中府。嘉靖二十八年（1549年）正月以陝西按察副使分巡河西，备兵延鄜。三十二年癸丑转西宁分守参政，三十五年丙辰秋升山东按察使，逾年冬擢山西布政使司右布政使，三十七年夏转左使，丁憂去職。万历七年卒，年八十三。

## 家族
其先姑苏人，始祖道興，明初從軍山西，又徙河南，入洛陽為衛籍。高祖允中；曾祖朱旺；祖父朱通；父朱永，别号善菴，母李氏。